# Рупосы
Рупосы — деревня в Опочецком районе Псковской области. Входит в состав Глубоковской волости.
Расположена на юго-восточном побережье озера Синовец, в 35 км к юго-востоку от города Опочка и в 2 км к югу от волостного центра, деревни Глубокое.
Численность населения по состоянию на 2000 год составляла 21 человек.